# Günther Meier
Pour les articles homonymes, voir Meier.
Günther Meier est un boxeur allemand ayant représenté l'Allemagne de l'Ouest né le 26 juillet 1941 à Nuremberg et mort le 23 novembre 2020 dans la même ville.

## Carrière
Sa carrière amateur est principalement marquée par une médaille de bronze remportée aux jeux olympiques de Mexico en 1968 en poids super-welters. L'année suivante, il remporte la médaille d'or en poids welters aux championnats d'Europe de boxe amateur 1969.

## Palmarès

### Jeux olympiques
- Médaille de bronze en -71 kg aux jeux de 1968 à Mexico

### Championnats d'Europe
- Médaille d'or en -67 kg aux championnats d'Europe de boxe amateur 1969 à Bucarest

## Référence
1. ↑  Boxverband Baden-Württemberg, « Ex-Landestrainer Günther Meier, Europameister von 1969, lebt nicht mehr », sur www.boxverbandbw.de (consulté le 18 février 2021)
2. ↑  (en) Profil olympique de Günther Meier sur sports-reference.com (archivé)